# 20211 Joycegates
A 20211 Joycegates (ideiglenes jelöléssel (20211) 1997 GK8) a Naprendszer kisbolygóövében található aszteroida. A LINEAR projekt keretében fedezték fel 1997. április 2-án.